# HAT-P-7 b
HAT-P-7 b, parfois appelée Kepler-2 b, est une planète extrasolaire (exoplanète) confirmée en orbite autour de HAT-P-7, une étoile de type spectral F6 V située à ∼ 1 120 a.l. (∼ 343 pc) du Soleil, dans la constellation du Cygne. Il s'agit d'un astre de type Jupiter chaud de 1,8 masse jovienne et 1,42 rayon jovien orbitant en 2,2 jours à environ 0,038 UA de son étoile, sensiblement plus massive, plus grosse et plus chaude que le Soleil, de sorte que sa température d'équilibre moyenne en surface s'établit à environ 2 890 °C, ce qui explique certainement sa masse volumique globale d'à peine 0,84 g·cm-3.
HAT-P-7 b se trouve dans le champ de vision du télescope spatial Kepler. Une étude ultérieure a permis d'établir en été 2009 par effet Rossiter-MacLaughlin que cette planète présente soit une orbite très inclinée par rapport au plan équatorial de son étoile parente si celle-ci tourne lentement sur elle-même, soit une révolution très probablement rétrograde si son étoile parente tourne rapidement sur elle-même,,, cette propriété ayant peut-être pour origine un troisième corps, suspecté à partir de variations inexpliquées de la vitesse radiale de l'étoile détectées par effet Doppler-Fizeau, qui pourrait agir par mécanisme de Kozai en générant une résonance orbitale particulière se traduisant par une oscillation de l'inclinaison et de l'excentricité orbitale.